# China National Nuclear Corporation
La China National Nuclear Corporation  (CNNC; 中国核工业集团公司S) è una società di supporto economico che sovraintende tutti gli aspetti del programma nucleare civile e militare della Cina. È stata costituita il 16 settembre 1988 dietro decreto del governo cinese. Il presidente ed il vicepresidente sono nominati dal presidente del consiglio di stato.

## Origini e scopi
Seguendo il suo statuto, la CNNC "combina la produzione di armamenti nucleari con la produzione civile, prendendo l'industria nucleare come base per lo sviluppo dell'energia nucleare e promuovendo la diversificazione dell'economia", integra al suo interno scienza, tecnologia, industria e commercio internazionale.
Nel 1996 la Export-Import Bank of the United States, l'ufficio federale degli Stati Uniti per il credito all'esportazione, le ha concesso un prestito di 120 milioni di dollari a basso interesse.
La CNNC è il successore del Ministero per l'Industria Nucleare cinese, che costruì la prima bomba atomica cinese, la prima bomba all'idrogeno ed il primo sottomarino nucleare. Ha funzionato come un ufficio governativo per l'industria nucleare nazionale e riferite direttamente al Consiglio di Stato. Supervisiona società cinesi legate al nucleare: produttori, istituzioni, istituti di ricerca, e le piante, comprese quelle relative alle armi nucleari. È stato responsabile per la progettazione e la gestione di centrali nucleari, produzione ed approvvigionamento del combustibile nucleare, compreso il trattamento di uranio naturale, conversione ed arricchimento, fabbricazione di assemblaggio del combustibile, ritrattamento del combustibile esaurito e dello smaltimento dei rifiuti nucleari.
Kang Rixin, un dirigente generale della compagnia, è attualmente oggetto di indagine (dal 10 agosto 2009) per lo stanziamento di 260 milioni di $ dollari per la costruzione di tre centrali nucleari, questi fondi sarebbero stati utilizzati per il mercato azionario e sostenere pesanti perdite. È anche accusato di aver accettato bustarelle da una società straniera che intende costruire centrali nucleari in Cina.

## Centrali nucleari

### Centrali di proprietà
- Centrale nucleare di Changjiang
- Centrale nucleare di Fangjiashan
- Centrale nucleare di Fuqing
- Centrale nucleare di Qinshan
- Centrale nucleare di Sanmen

### Centrali possedute tramite società controllate
- Centrale nucleare di Tianwan